# Herostratismus
Herostratismus se v populární psychologii a běžném jazyce označuje chorobná touha stát se slavným za každou cenu. Název je odvozen od antického Řeka Herostrata, jenž jako mladý muž v roce 356 př. n. l. podpálil Artemidin chrám v Efesu, aby se jeho jméno zapsalo do historie.
Možnou reakcí společnosti na patologické akty některých jedinců ochotných pro vstup do všeobecné známosti někdy i vraždit, případně se dopustit jiného společensky závadného chování je snaha právě tento záměr deviantního jedince překazit. Paradoxně právě tato reakce může následně vést k přesně k opačným následkům. Samotný Herostratův čin je dnes znám hlavně díky historickým pramenům, jež popisují právě tuto enormní snahu tehdejších vládců v Efesu zabránit Herostratově popularitě přísnými zákony zakazujícími jakkoli jeho čin připomínat. Jev kdy právě snaha zatajit určitou skutečnost vede ke zvýšení obecného povědomí o této skutečnosti se nazývá Efekt Streisandové, která se soudně domáhala vymazání fotografií svého obydlí z internetových databází. Mnoho lidí pak tyto fotografie naopak začalo vyhledávat, přestože by před snahou fotky smazat neměli o jejich existenci ponětí.

## Herostratismus ve 20. století
- Mark David Chapman (* 1955) – vrah Johna Lennona, britského zpěváka a člena kapely Beatles
- Walter Menzl (29. května 1906 – 1994) – 26. února 1959 v Alte Pinakothek v Mnichově poškodil kyselinou Rubensův obraz Pád zatracených (Der Höllensturz der Verdammten).[1]